# Rolando García
Rolando Moisés García Jiménez, né le 15 décembre 1942 au Chili, est un joueur de football international chilien qui évoluait au poste de défenseur.

## Biographie

### Carrière en club
Avec les clubs du Deportes Concepción et de Colo Colo, il joue 355 matchs au sein du championnat du Chili, inscrivant 10 buts.
Il remporte une Coupe du Chili avec Colo Colo.

### Carrière en équipe nationale
Il joue 20 matchs et inscrit un but en équipe du Chili entre 1971 et 1975. 
Il figure dans le groupe des sélectionnés lors de la Coupe du monde de 1974. Lors du mondial organisé en Allemagne, il joue trois matchs : contre la RFA, la RDA, et l'Australie.

## Palmarès
Colo Colo
- Coupe du Chili (1) :
  - Vainqueur : 1974.